# História dos judeus em Speyer
A história dos judeus em Speyer remonta a mais de 1.000 anos. Na Idade Média, a cidade de Speyer na Alemanha, foi o lar de uma das comunidades judaicas mais significativas do Sacro Império Romano.

## O início em 1084
A primeira referência ao assentamento judeu ao longo do Reno data do ano 321 em Colônia, e presume-se que os judeus também viveram em Speyer na Antiguidade Tardia. A história real dos judeus em Speyer começou em 1084, quando judeus fugindo por medo de perseguição em Mainz e Worms se refugiaram com seus parentes em Speyer.

## Massacres de 1096
Apenas doze anos após conceder os primeiros privilégios para os judeus no império, uma onda de pogroms varreu o país, desencadeada por uma epidemia da peste, que foi culpa dos judeus, e da Primeira Cruzada. Os judeus de Speyer foram os primeiros a serem atingidos, mas comparados com as comunidades em Worms e Mainz, que se seguiram alguns dias depois, eles saíram levemente.